# きいやま商店 10th Anniversary 「シャレオツLIVE」 at ヒューリックホール東京
『きいやま商店 10th Anniversary 「シャレオツLIVE」 at ヒューリックホール東京』（きいやましょうてん テンスアニヴァーサリー シャレオツライヴ アット ヒューリックホールトウキョウ）は、日本の男性音楽グループ「きいやま商店」の3作目の映像作品であり、2作目のライブビデオ（DVD）。2019年5月29日発売。発売元は、フライング・ハイ。

## 概要
- 2018年12月15日に有楽町のヒューリックホール東京にて行われた、きいやま商店の結成10周年記念ライブ『きいやま商店 10th Anniversary 「シャレオツLIVE」』のライブの模様を、アンコール含む全22曲を収録[1]。
- 販売は、きいやま商店オフィシャル通販サイト、ライブ会場のみで販売されている。
- 通信販売で購入すると、特典としてアクリルホテルキーホルダーが付いてくる。また通常版と別に、オフィシャルサイト限定盤として、シャレオツLIVE DVD+メモリアルブックセット、シャレオツLIVE DVD+メモリアルブック+シャレオツライブ グッズセットも発売された[1]。

## 収録曲
1. ハブとマングース
2. ダックァーセ!
3. まるでーど!
4. 空とてんぷらと海のにおい
5. カーーニバレ
6. あの頃
7. 土曜日のそば
8. 離れてても家族
9. 暁
10. オーシャンOKINAWA
11. 言ったらダメよ。
12. happy wonderful friend
13. そこら中にパーリーピーポー
14. Everybodyワン・ツー
15. 僕らの島
16. ドゥマンギテ
17. じんがねーらん
18. カチャーシ☆ブギ
19. 沖縄ロックンロール
20. (EN1)ゆーしったい
21. (EN2)明日はくる
22. (EN3)さよならの夏